# Parti nationaliste de Porto Rico

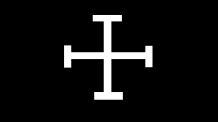
Logo du Parti Nationaliste de Puerto Rico

Le Parti nationaliste de Porto Rico (Partido Nacionalista de Puerto Rico (es)) est un parti politique portoricain fondé le 17 septembre 1922 à San Juan, Porto Rico et qui fut la principale organisation indépendantiste de Porto Rico jusqu'en 1965.